# پویا (خواننده)
پویا پورجلیل (زادهٔ ۱۵ دی ۱۳۵۴) که با نام هنری پویا شناخته می‌شود، خوانندهٔ پاپ ایرانی ساکن لس آنجلس آمریکا است.

## زندگی
پویا پورجلیل در ۱۵ دی ۱۳۵۴ در شهر انزلی به دنیا آمد. هنگامی که او تنها ۱۰ سال داشت، همراه پدر و مادرش ابتدا به ترکیه و سپس به نروژ نقل‌مکان کرد و از آن‌جا به لندن مهاجرت کرد.
او به مدت ۵ سال در لندن زندگی کرد و در آنجا، ضمن آموزش موسیقی، به کارهای دیگر مانند فروشندگی در فروشگاه لباس هم می‌پرداخت و در آخر هفته در باشگاه شبانهٔ ساقی در این شهر مشغول به خوانندگی بود. او همچنین در چندین کلاس حضور داشت تا مهارت‌ها و دانش موسیقی‌اش را بالا ببرد؛ و سرانجام شغل حرفه‌ای خود را به عنوان یک خوانندهٔ ایرانی آغاز کرد.
نخستین آلبوم او در سال ۱۳۷۸ (۱۹۹۹) توسط شرکت ترانه منتشر شد. او تاکنون ۷ مجموعه موسیقی منتشر کرده است.
پویا در لس‌آنجلس زندگی می‌کند و مدتی پلیس کشور آمریکا بود.
به دنبال انتشار ویدیو کلیپ ترانه دکتر از ساسی، پویا یکی از افرادی بود که در صفحه اینستاگرام خود به شدت این اثر را مورد سرزنش قرار داد. همچنین وی در اعتراض به نهادن نشان‌های تبلیغاتی بر روی نماهنگ‌های خوانندگان توسط کمپانی‌های موجود، خود دست به راه‌اندازی یک کمپانی با نام «Mahan Entertainment» زد.

## ترانه‌شناسی
| نام آلبوم       | سال انتشار  | شرکت پخش‌کننده |
| --------------- | ----------- | ------------- |
| قطرهٔ باران      | ۱۳۷۸ / ۱۹۹۹ | شرکت ترانه    |
| غریبانه         | ۱۳۸۱ / ۲۰۰۲ | شرکت ترانه    |
| رویا            | ۱۳۸۳ / ۲۰۰۴ | شرکت ترانه    |
| تصویر           | ۱۳۸۶ / ۲۰۰۸ | شرکت ترانه    |
| تب تند          | ۱۳۹۲ / ۲۰۱۴ | شرکت ترانه    |
| رابطه           | ۱۳۹۵ / ۲۰۱۶ | شرکت ترانه    |
| رهایی (غیررسمی) | ۱۴۰۲ / ۲۰۲۳ |               |

## آلبوم‌ها

### قطره باران (۱۹۹۹/۱۳۷۸)
| نام ترانه  | ترانه‌سرا       | آهنگساز        | تنظیم         |
| ---------- | -------------- | -------------- | ------------- |
| قطره باران | جهانبخش پازوکی | جهانبخش پازوکی | کاظم عالمی    |
| خاطرات     | جهانبخش پازوکی | جهانبخش پازوکی | کاظم عالمی    |
| فکرشو نکن  | مسعود فردمنش   | جهانبخش پازوکی | منوچهر چشم‌آذر |
| خداحافظی   | نیره فروتن     | جهانبخش پازوکی | کاظم عالمی    |
| اولین عشق  | نیره فروتن     | جهانبخش پازوکی | منوچهر چشم‌آذر |
| غروب ساحل  | جهانبخش پازوکی | جهانبخش پازوکی | کاظم عالمی    |

### غریبانه (۲۰۰۲/۱۳۸۱)
| نام ترانه       | ترانه‌سرا          | آهنگساز               | تنظیم          |
| --------------- | ----------------- | --------------------- | -------------- |
| غریبانه         | نیره فروتن        | جهانبخش پازوکی        | منوچهر چشم‌آذر  |
| سینه‌ریز         | همایون هوشیارنژاد | منوچهر چشم‌آذر         | منوچهر چشم‌آذر  |
| روزگار          | رحمان شکوفه‌پور    | محمد مقدم             | محمد مقدم      |
| عهد شکن         | جهانبخش پازوکی    | جهانبخش پازوکی        | امیر بدخش      |
| سفر             | اکبر ذوالقرنین    | کاظم عالمی            | کاظم عالمی     |
| هدیه            | جهانبخش پازوکی    | منوچهر چشم‌آذر         | منوچهر چشم‌آذر  |
| مام وطن         | نیره فروتن        | جهانبخش پازوکی        | کاظم عالمی     |
| چشمات           | مسعود فردمنش      | محمد مقدم             | محمد مقدم      |
| نقش             | رحمان شکوفه‌پور    | عبری، عارف ابراهیم‌پور | کاظم عالمی     |
| مام وطن (پیانو) | نیره فروتن        | جهانبخش پازوکی        | هویک واسکانیان |

### رؤیا (۲۰۰۴/۱۳۸۳)
| نام ترانه    | ترانه‌سرا       | آهنگساز       | تنظیم         |
| ------------ | -------------- | ------------- | ------------- |
| وطن          | بابک رادمنش    | بابک رادمنش   | بابک رادمنش   |
| باورم نمیشه  | بابک رادمنش    | بابک رادمنش   | بابک رادمنش   |
| جشن آینه     | بابک صحرایی    | حسن شماعی‌زاده | تیگران ساکیان |
| پریشون       | بابک روزبه     | شوبرت آواکیان | شوبرت آواکیان |
| عروس آرزوهام | بابک رادمنش    | بابک رادمنش   | بابک رادمنش   |
| یاسی         | ژاکلین         | شوبرت آواکیان | شوبرت آواکیان |
| دل‌باخته      | ژاکلین         | شوبرت آواکیان | شوبرت آواکیان |
| رویا         | پاکسیما زکی‌پور | حمید ندیری    | تیگران ساکیان |

### تصویر (۲۰۰۸/۱۳۸۷)
| نام ترانه | ترانه‌سرا     | آهنگساز       | تنظیم         |
| --------- | ------------ | ------------- | ------------- |
| من        | بابک رادمنش  | بابک رادمنش   | بارن          |
| مهربونی   | بابک رادمنش  | بابک رادمنش   | بارن          |
| می‌میرم    | بابک روزبه   | شوبرت آواکیان | شوبرت آواکیان |
| مادر      | بابک رادمنش  | بابک رادمنش   | بارن          |
| یارب      | بابک رادمنش  | بابک رادمنش   | بارن          |
| جاده      | بابک صحرایی  | محمد مقدم     | محمد مقدم     |
| به وقتش   | مریم اسدی    | شهیاد         | شهیاد         |
| تصویر     | هما میرافشار | محمد حیدری    | منوچهر چشم‌آذر |

### تب تند (۲۰۱۴/۱۳۹۲)
| نام ترانه                | ترانه‌سرا        | آهنگساز        | تنظیم         |
| ------------------------ | --------------- | -------------- | ------------- |
| دارم عاشق میشم           | روزبه بمانی     | علیرضا افکاری  | پیام شمس      |
| دیوونتم                  | بابک رادمنش     | بابک رادمنش    | پوریا نیاکان  |
| ریزه ریزه                | بابک رادمنش     | بابک رادمنش    | پوریا نیاکان  |
| احساس                    | داوود رحمت‌اللهی | رادین فخار     | مهرداد قلندری |
| تب تند                   | شایا تجلی       | عماد شکوری     | عماد شکوری    |
| با تو                    | گلناز گلزاری    | پیام شمس       | پیام شمس      |
| عشق رؤیایی               | مهین آبادانی    | عارف شکوری     | امیر بدخش     |
| دستامو محکم‌تر بگیر       | مهدی ایوبی      | حامد حنیفی     | حامد حنیفی    |
| ستاره                    | مهین آبادانی    | عارف شکوری     | امیر بدخش     |
| نه تنها                  | بابک رادمنش     | بابک رادمنش    | امیر بدخش     |
| مهربون باش (به‌یاد فرزین) | جهانبخش پازوکی  | جهانبخش پازوکی | عماد شکوری    |

### رابطه (۲۰۱۶/۱۳۹۵)
| نام ترانه   | ترانه‌سرا       | آهنگساز                      | تنظیم        |
| ----------- | -------------- | ---------------------------- | ------------ |
| مستی        | محمدرضا روحانی | بابک فراهانی و مهرداد قلندری | عارف شکوری   |
| رابطه       | محمد چناری     | محمد چناری                   | عارف شکوری   |
| عشق من      | مریم دلشاد     | وحید پویان                   | پوریا نیاکان |
| فاصله       | الهام زارعی    | محسن فرحی                    | عارف شکوری   |
| ندیدنت سخته | زهرا عاملی     | علیرضا افکاری                | عماد شکوری   |
| عشق         | محمد چناری     | محمد چناری                   | پوریا نیاکان |
| بغلم کن     | مریم دلشاد     | احسان نی‌زن                   | عارف شکوری   |

## تک‌آهنگ‌ها
| نام ترانه                       | با همراهی | ترانه‌سرا        | آهنگساز        | تنظیم                   | سال انتشار |
| ------------------------------- | --- | --------------- | -------------- | ----------------------- | ---------- |
| موسیقی                          | مهستی، عارف، نوش‌آفرین، لیلا فروهر، شهره، اندی، شهرام صولتی، جهان، سوزان روشن، شراره، سپیده، شهرزاد سپانلو، مهسا ناوی، کوروس، شهرام کاشانی، فرشید امین، داوود بهبودی، رامون، مهران صفریان، سعید محمدی، شهیاد و شایان | پاکسیما زکی‌پور  | رامون          | رامون                   | ۱۳۸۵ ۲۰۰۶  |
| رهایی                           | هلن، نوشین، کامیار و ادی عطار (بلک کتس) | رها اعتمادی     | شهبال شب‌پره    | شهبال شب‌پره             | ۱۳۸۸ ۲۰۰۹  |
| داری میری                       | داری میری | سروش دادخواه    | عماد نکوئی     | عماد نکوئی              | ۱۳۹۲ ۲۰۱۳  |
| ترکم کن                         | ترکم کن | امید میرحسینی   | بهادر فرهنگ    | مهرداد احمدزاده         | ۱۳۹۳ ۲۰۱۴  |
| قرص خواب                        | قرص خواب | مریم دلشاد      | احسان نی‌زن     | معین راهبر              | ۱۳۹۵ ۲۰۱۶  |
| بیقرار                          | بیقرار | مصطفی ربیعی     | محمد کلاسی‌بهار | محمد کلاسی‌بهار          | ۱۳۹۵ ۲۰۱۶  |
| فردای خوب                       | فردای خوب | مریم دلشاد      | احسان نی‌زن     | مهرداد و ایمان احمدزاده | ۱۳۹۶ ۲۰۱۷  |
| دورت بگردم                      | دورت بگردم | میثاق راد       | محسن فرحی      | عارف شکوری              | ۱۳۹۶ ۲۰۱۷  |
| شراب                            | شراب | مصطفی ربیعی     | محمد کلاسی‌بهار | عارف شکوری              | ۱۳۹۶ ۲۰۱۷  |
| بغض                             | بغض | مریم قاضی       | وحید پویان     | حمید نیکوکار            | ۱۳۹۶ ۲۰۱۸  |
| ایران من                        | حامد فرد | حمیدرضا کامرانی | نعیم           | نریمان فرد              | ۱۳۹۷ ۲۰۱۸  |
| مهتاب                           | مهتاب | مسعود فردمنش    | صادق نوجوکی    | صادق نوجوکی             | ۱۳۹۷ ۲۰۱۸  |
| آدم و حوا                       | آدم و حوا | رضا خواجوی      | عارف شکوری     | عارف شکوری              | ۱۳۹۷ ۲۰۱۹  |
| چشمای ناز                       | چشمای ناز | میثاق راد       | محسن فرحی      | عارف شکوری              | ۱۳۹۸ ۲۰۱۹  |
| خوشبختی                         | خوشبختی | بابک رادمنش     | بابک رادمنش    | عارف شکوری              | ۱۳۹۸ ۲۰۲۰  |
| کنار رفتنت                      | کنار رفتنت | مریم قاضی       | وحید پویان     | وحید پویان              | ۱۳۹۸ ۲۰۲۰  |
| آرزوی من                        | آرزوی من | مریم دلشاد      | علیرضا مهدوی   | فرهاد فرهادی            | ۱۳۹۸ ۲۰۲۰  |
| تنهایی                          | تنهایی | مریم دلشاد      | علیرضا مهدوی   | فرهاد فرهادی            | ۱۳۹۹ ۲۰۲۰  |
| وای از تو                       | وای از تو | مریم قاضی       | کوروش فولادی   | امیر وارث               | ۱۳۹۹ ۲۰۲۰  |
| بهونه                           | بهونه | داوود رحمت‌اللهی | رادین فخار     | میلاد امامی             | ۱۳۹۹ ۲۰۲۱  |
| نفس                             | نفس | امیر عارف       | محسن فرحی      | دانیال شاکری            | ۱۳۹۹ ۲۰۲۱  |
| بیخیالی                         | بیخیالی | معین برزه       | حامد حسینی     | بهتاش زرین              | ۱۴۰۰ ۲۰۲۱  |
| بابا                            | بابا | مریم دلشاد      | احسان نی‌زن     | مهرداد احمدزاده         | ۱۴۰۱ ۲۰۲۲  |
| وطن (مهسا امینی)                | وطن (مهسا امینی) | مریم دلشاد      | وحید پویان     | وحید پویان              | ۱۴۰۱ ۲۰۲۲  |
| بیا بجنگ (مهسا امینی)           | بیا بجنگ (مهسا امینی) | -               | -              | -                       | ۱۴۰۱ ۲۰۲۳  |
| حال خوب                         | حال خوب | مریم دلشاد      | احسان نی‌زن     | سعید زمانی              | ۱۴۰۲ ۲۰۲۳  |
| رهایی                           | رهایی | افشین یداللهی   | حمیدرضا گلشن   | ایمان کی‌پیشینیان        | ۱۴۰۲ ۲۰۲۳  |
| شاه من                          | شاه من | مریم دلشاد      | یوسف خردمند    | یوسف خردمند             | ۱۴۰۲ ۲۰۲۳  |
| میروم                           | میروم | احمد امیرخلیلی  | حمیدرضا گلشن   | ایمان کی‌پیشینیان        | ۱۴۰۲ ۲۰۲۳  |
| تقدیر                           | تقدیر | داوود رحمت‌اللهی | رادین فخار     | عارف شکوری              | ۱۴۰۲ ۲۰۲۳  |
| مست عشق                         | مست عشق | احمد امیرخلیلی  | حمیدرضا گلشن   | ایمان کی‌پیشینیان        | ۱۴۰۲ ۲۰۲۴  |
| دیوانگی                         | دیوانگی |                 |                |                         | ۱۴۰۲ ۲۰۲۴  |
| ممنونم                          | ممنونم | کتایون جعفری    | محمد کلاسی‌بهار | عارف شکوری              | ۱۴۰۳ ۲۰۲۴  |
| معجزه                           | معجزه |                 |                |                         | ۱۴۰۳ ۲۰۲۵  |
| دوست دارم (بازخوانی ترانه سوسن) | دوست دارم (بازخوانی ترانه سوسن) | سعید دبیری      | فتح‌الله ریاحی  |                         | ۱۴۰۴ ۲۰۲۵  |